# Webmaster (película)
Webmaster (título original Skyggen, también conocido como The Shadow ) es una película de suspenso ciberpunk danesa de 1998.  
Dirigida por Thomas Borch Nielsen, está protagonizada por el actor danés Lars Bom como JB, un hacker cerebral, parecido a una máquina, convertido en webmaster, que realiza su trabajo colgado boca abajo, con gafas de realidad virtual y su mente ocupada en lo más profundo del ciberespacio. Al presenciar un asesinato, forma equipo con el impulsivo y enérgico Miauv ( Puk Scharbau ).  La película ganó un Gran Premio de Plata en el Festival Internacional de Cine Fantástico de Bruselas de 1999 y un Premio Robert danés  al Mejor Diseño de Producción.La película fue financiada por el banco danés "Forstædernes Bank"  y ni los productores ni el director revelaron el coste final de producción. Cuando la película se estrenó en Dinamarca en 1998, recibió críticas mixtas. 